# Шершнев, Евгений Сергеевич
 Евгений Сергеевич Шершнев (1920, г. Хотимск, Могилёвская область — 14 января 2004 года) — советский и российский учёный-американист, доктор экономических наук (1968), научный администратор. Специалист в области международной торговли и советско-американских и российско-американских экономических отношений.

## Биография
Окончил Московский авиационный институт (МАИ) (1942) и Академию внешней торговли (1948).
Работал в Министерстве внешней торговли СССР (в том числе торговым представителем СССР в США), был сотрудником Организации Объединённых Наций. Имел ранг чрезвычайного и полномочного посланника.
С 1968 года, практически с момента основания, работал в Институте США и Канады АН СССР (РАН), в некрологе назван «одним из основателей института». Академик Георгий Аркадьевич Арбатов вспоминал, что в процессе создания института он хотел привлечь специалистов из МИД СССР, но «один за другим посыпались отказы — как я потом узнал, это предложение некоторых даже напугало. Они приняли его за вежливый и хитрый способ выпроводить их из системы МИДа. Сразу согласились лишь два человека. В том числе работавший в то время в аппарате МИДа Евгений Сергеевич Шершнев. Поговорив с ним, я решил предложить ему должность заместителя директора, которому будет поручено курировать экономические исследования. Но против ухода Шершнева горой встал один из заместителей министра. Наши споры с ним затягивались, но потом, я использовал момент, когда последний был в командировке, и Е. С. Шершнева всё-таки отпустили. Так что начинали создавать Институт мы фактически вдвоём».
В 1990-х годах Шершнев активно занимался научно-прикладными разработками по использованию американского опыта в интересах решения ряда практических бизнес-задач в России, в том числе при реализации проекта строительства в Республике Саха (Якутия) крупнейшего северного комплекса кормопроизводства (с использованием опыта Аляски).
Действительный член Академии изучения проблем национальной безопасности (1997). С 2000 года был членом редакционного совета журнала «Российское предпринимательство».